# Malan-Löss
Malan-Löß  bzw. Malan-Löss (chinesisch 馬蘭黃土 / 马兰黄土, Pinyin Mǎlán huángtǔ, englisch Loess of Malan/Malan Loess) ist ein gelber Löss des späten Pleistozäns in China. Er ist nach einer Örtlichkeit bei dem Dorf Zhaitangchuan im Pekinger Stadtbezirk Mentougou benannt.
Nach ihm ist die Malan-Löss-Zeit (马兰黄土期,  Mǎlán huángtǔ qī, englisch Malan loess period) benannt, zu der auch die in der fluviatil-limnischen Ablagerungsschicht der Südostecke des Ordos-Plateaus enthaltene Salawusu-Faunengemeinschaft zählt.
Hauptvertreter der Malan-Löss-Zeit sind Palaeoloxodon namadicus, Equus hemionus, Equus przewalskii, Coelodonta antiquitatis, Camelus knoblochi, Cervus elaphus, Megaloceros (Sinomegaceros) ordosianus, Bubalus wansjocki, Bos primigenius und Crocuta ultima.
Ye Liangfu (1894–1949) hat den Malan-Löss in seinem 1920 erschienenen Werk Beijing Xishan dizhi zhi („Geschichte der Geologie der Westberge von Peking“) untersucht.